# روبن پرس دل مارمل
روبن پرس دل مارمُل (اسپانیایی: Rubén Pérez del Mármol‎؛ زادهٔ ۲۶ آوریل ۱۹۸۹) یک بازیکن فوتبال اهل اسپانیا است.
از باشگاه‌هایی که در آن بازی کرده‌است می‌توان به دپورتیوو لاکرونیا و اتلتیکو مادرید اشاره کرد.